# Wendehaken

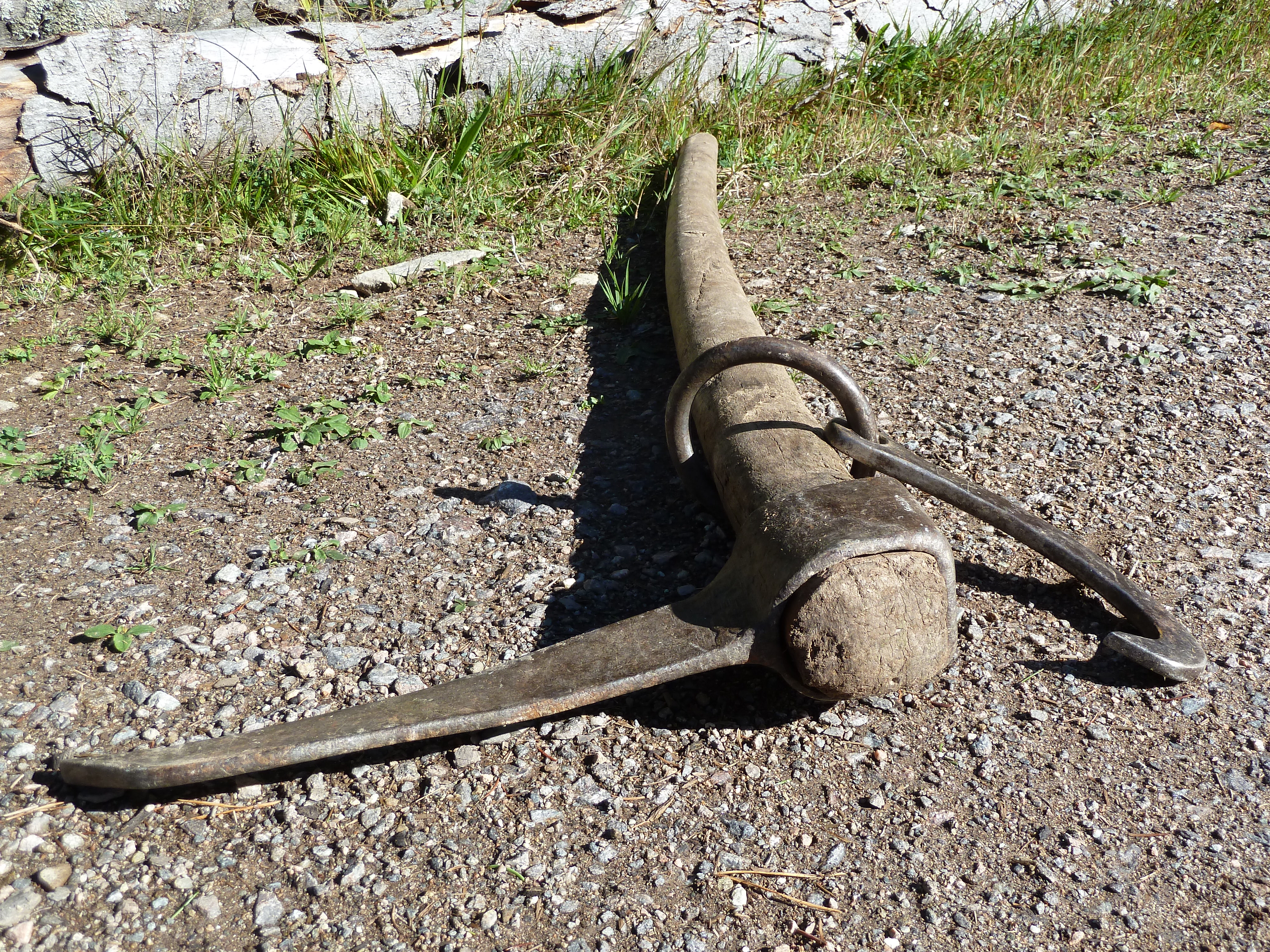
Wendehaken (rechts) an einen Krempen

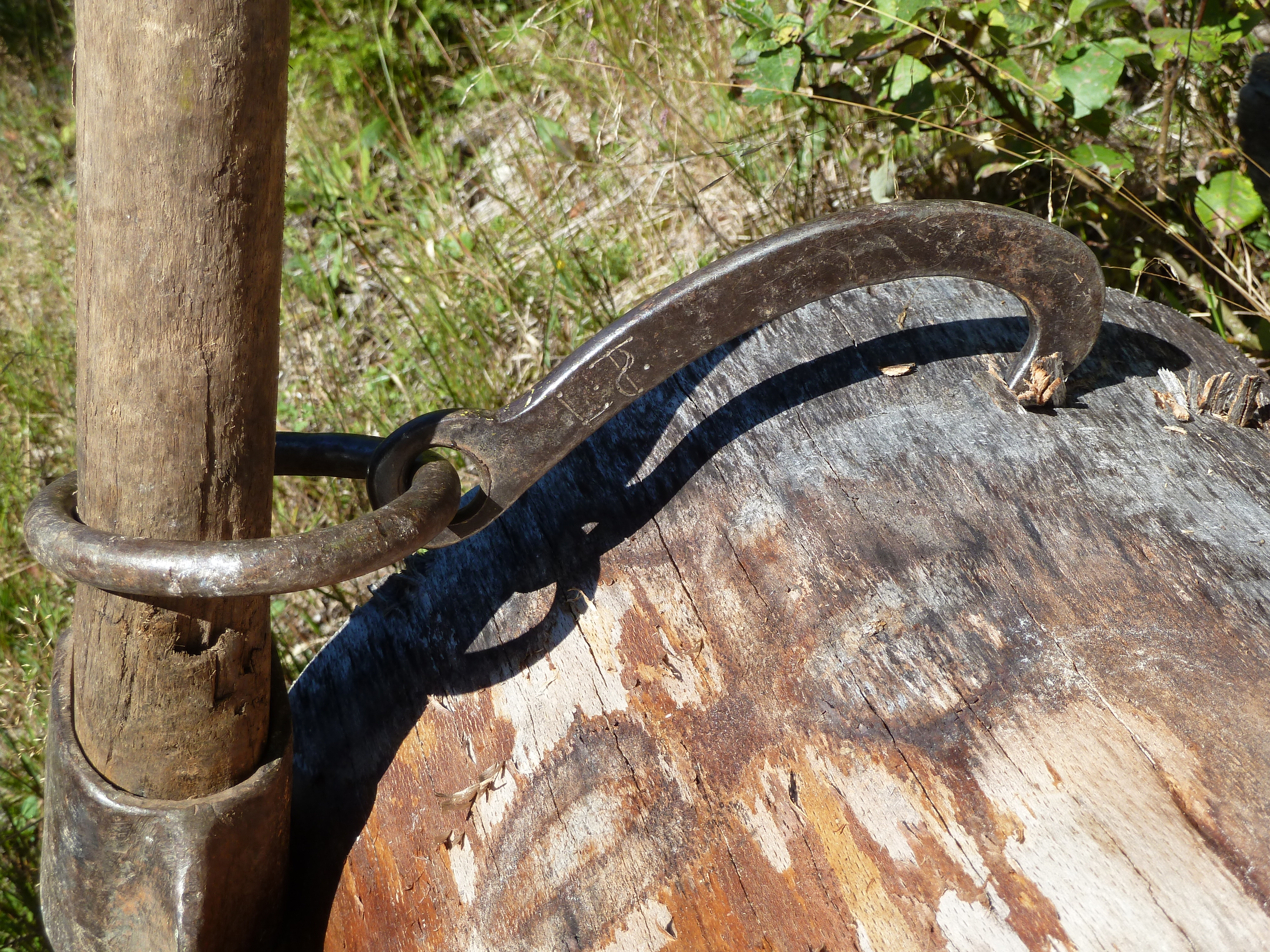
Ansetzen des Wendehakens

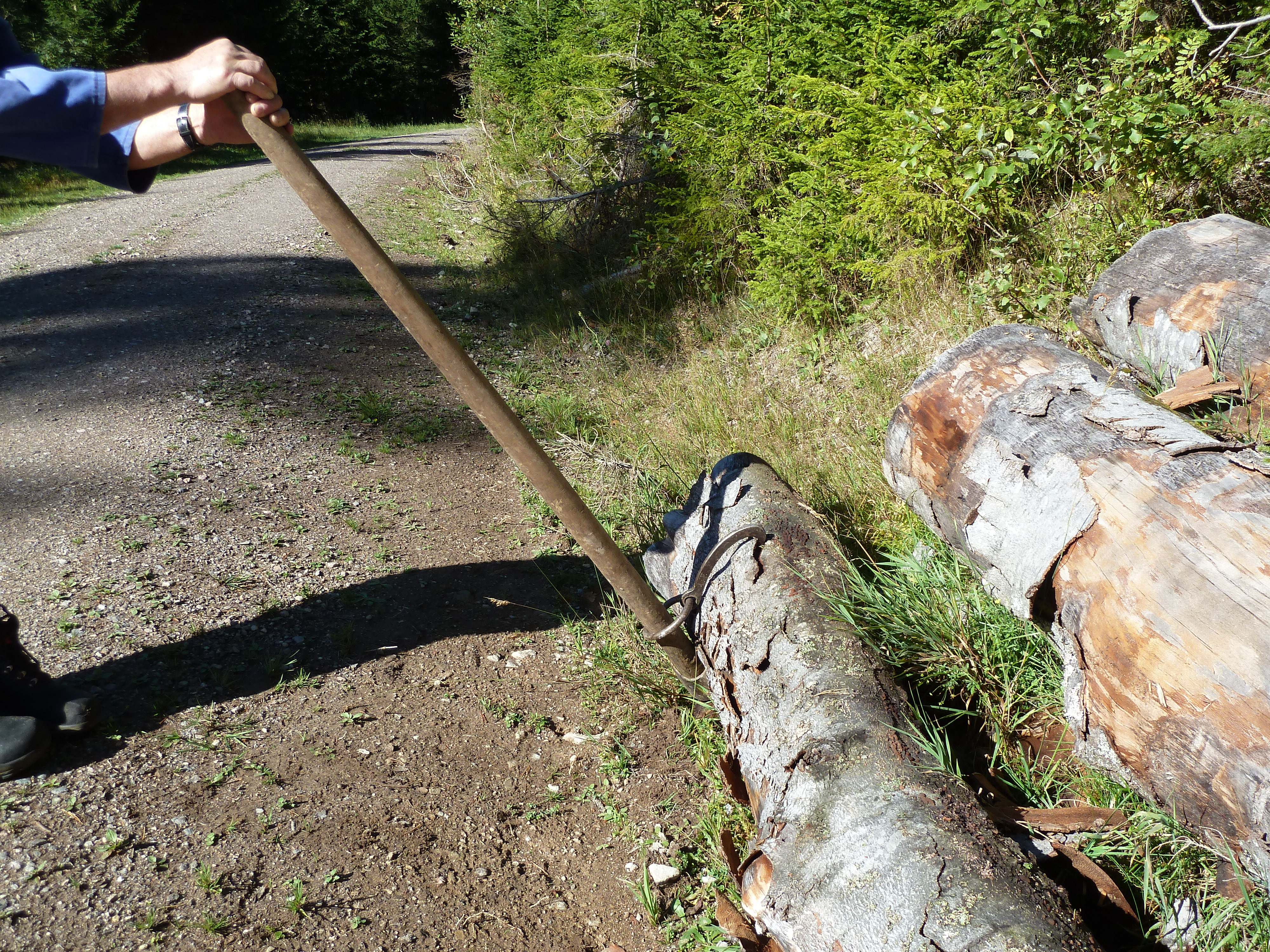
Wenden eines Baumstammes

Der Wendehaken, Kanthaken oder allgemeiner Stammwender ist ein Werkzeug, das vor allem in der holzverarbeitenden Industrie bei der Holzernte eingesetzt wird, gelegentlich auch von Hafenarbeitern. Er dient dazu, gefällte Stämme zu bewegen, insbesondere zu drehen; er wird auch bei der sogenannten Zufallbringung von Hängern eingesetzt. Bevor es größere Maschinen gab, wurde er auch zum Roden von Stubben eingesetzt.
Der klassische Wendehaken besteht aus einem Haken, der an einem Ring befestigt ist. Durch diesen Ring wird dann ein stabiler Hebel (oft ein Hebebaum aus Eschenholz) gesteckt, um möglichst hohe Kräfte zu übertragen. Seine Konstruktion ist dem früher bei Zimmerleuten eingesetzten Kantring nachempfunden. Auch wenn heute in der Holzernte häufig Maschinen zur Anwendung kommen, gehört die Arbeit mit dem Wendehaken noch immer zur Ausbildung von Waldarbeitern.
Je nach Einsatzgebiet gibt es verschiedene Ausführungen. Für starkes Stammholz wird der ca. 2600 Gramm schwere Pfälzer Wendehaken eingesetzt. Der Schwarzwälder Wendehaken mit 1600 Gramm Gewicht hat einen mit einer Ausbuchtung versehenen Ring. Dieser ist dadurch größenverstellbar und hat eine breitere Anwendungsamplitude. Die mit ca. 800 Gramm leichteren Varianten wie der Baaksche Wendehaken oder der Orter Wendehaken werden überwiegend bei mittleren Holzstärken eingesetzt. Noch leichtere Varianten kommen ohne den Ring aus; hier ist der Haken gelenkartig an einem Stiel angesetzt, wie zum Beispiel beim Fällheber.
Sprichwörtlich hat sich die Redewendung herausgebildet: „jemanden am Kanthaken haben“, das heißt: „jemanden nicht entwischen lassen“.